# Amandine Bourgeois
Amandine Bourgeois (n. 12 iunie 1979, Angoulême, Poitou-Charentes, Franța) este o cântăreață franceză.
A câștigat a șasea ediție a emisiuni de talente Pop Idol. La 22 ianuarie 2013 a fost anunțat faptul că Amandine Bourgeois va reprezenta Franța la Concursul Muzical Eurovision 2013.

## Discografie

### Albume
| Titlu                | Detali                                                                           | Poziție în top | Poziție în top | Poziție în top |
| Titlu                | Detali                                                                           | Franța         | Belgia         | Suedia         |
| -------------------- | -------------------------------------------------------------------------------- | -------------- | -------------- | -------------- |
| 20 m²                | - Lansat: Mai 28, 2009 - Casă de discuri: Sony - Format: CD, digital download    | 5              | 8              | 22             |
| Sans amour mon amour | - Lansat: Martie 19, 2012 - Casă de discuri: Sony - Format: CD, digital download | 44             | 65             | —              |

### Singles
| An   | Titlu                                                  | Poziția în top | Poziția în top | Album                |
| An   | Titlu                                                  | Franța         | Belgia         | Album                |
| ---- | ------------------------------------------------------ | -------------- | -------------- | -------------------- |
| 2009 | "L'homme de la situation"                              | —              | 17             | 20 m²                |
| 2009 | "Tant de moi"                                          | —              | —              | 20 m²                |
| 2012 | "Sans amour"                                           | —              | 63             | Sans amour mon amour |
| 2012 | "Incognito" (feat. Murray James)                       | 161            | —              | Sans amour mon amour |
| 2013 | "L'enfer et moi"                                       | —              | —              | N/A                  |
| 2011 | "Still Loving You" Scorpions feat. Amandine Bourgeois) | —              | —              | N/A                  |